# Rolando Salinas
Rolando S. Salinas (ur. 1 listopada 1889 w San Felipe) – chilijski lekkoatleta, chodziarz. Uczestnik Igrzysk Olimpijskich 1912.
Podczas Igrzysk Olimpijskich w Sztokholmie w 1912 roku startował w chodzie na 10 kilometrów. W eliminacjach z czasem 55:02.0 zajął 7. miejsce w swoim biegu i nie awansował do finału.